# 吉尔嘎郎图苏木
吉尔嘎郎图苏木，是中华人民共和国内蒙古自治区锡林郭勒盟阿巴嘎旗下辖的一个乡镇级行政单位。

## 行政区划
吉尔嘎郎图苏木下辖以下地区：
巴彦敖包嘎查、巴雅尔图嘎查、巴彦门都嘎查、海尔罕嘎查、巴彦吉尔嘎郎图嘎查、乌力吉图嘎查和新宝拉格嘎查。